# فرانك كيرز
فرانك كيرز (بالإنجليزية: Frank Kearse)‏ هو لاعب كرة قدم أمريكية أمريكي، ولد في 28 أكتوبر 1988 في سافانا في الولايات المتحدة.

## وصلات خارجية
- فرانك كيرز على موقع مرجع كرة القدم المحترفة.كوم (الإنجليزية)